# Edad de Plata
Edad de Plata, in italiano "età d'argento", è il termine con cui viene chiamato il primo periodo del XX secolo in Spagna con riferimento alla grande quantità e qualità della produzione letteraria spagnola in quel periodo. Il termine venne proposto da Ernesto Giménez Caballero nella sua opera Lengua y Literatura de España (1940-1949), nei volumi V e VI, in contrapposizione al periodo anteriore di apogeo culturale dell'impero spagnolo, il Siglo de Oro. Diversi altri autori hanno successivamente ripreso tale espressione, associandola al periodo storico compreso tra la seconda metà del XIX secolo e la Guerra civile spagnola. Gli eventi chiave che hanno contrassegnato questo periodo furono la Rivoluzione spagnola del 1868, la Restaurazione borbonica in Spagna del 1874, la Guerra ispano-americana del 1898, la pubblicazione, nel 1902, delle innovative opere La voluntad de Azorín e Camino de perfección di Pío Baroja; Amor y pedagogía di Miguel de Unamuno e Sonata de otoño di Ramón María del Valle-Inclán. 
Gli autori dell'Edad de Plata sono convenzionalmente raggruppati nella Generazione del '98, nella Generazione del '14 e nella Generazione del '27. Appartenente a quest'ultimo gruppo troviamo Federico García Lorca.